# Pluvial egipci
El pluvial egipci (Pluvianus aegyptius) és un ocell propi de l'Àfrica tropical. Única espècie del seu gènere, és considerat per alguns autors, l'única espècie de la família dels pluviànids (Pluvianidae), mentre que altres l'inclouen a la dels glareòlids (Glareolidae).

## Morfologia
- Fan 19 – 21 cm de llargària.
- Negre per les parts superiors, i crema per les inferiors. Ales grisenques.
- Al cap marques blanques i negres molt ben pronunciades. Una franja negra separa el pit de l'abdomen.
- Potes relativament curtes.

## Hàbitat i distribució
Viu a les vores de llacs i rius d'interior i a les praderies properes, a la zona afrotròpica.

## Reproducció
- Bàsicament és un ocell solitari que s'agrupa en època de cria.
- La posta és de 2 – 3 ous de color crema amb taques castanyes o rogenques i petites vires fosques.
- Quan els pares abandonen momentàniament el niu, el soterren per ocultar-lo

## Alimentació
Insectes i altres petits invertebrats que atrapa directament del terra a la vora de l'aigua.

## Taxonomia
Mentre alguns autors la consideren única espècie de la família dels pluviànids (Pluvianidae), altres rebaixen la categoria d'aquest tàxon, incloent-los a la subfamília dels pluvianins (Pluvianinae), dins la família dels glareòlids (Glareolidae). En ambdós casos dins l'ordre dels caradriformes (Charadriiformes).